# Jens Christian Skou
Jens Christian Skou (Lemvig, 1918. október 8. – Risskov, Aarhus, 2018. május 28.) dán biokémikus. 1997-ben kémiai Nobel-díjjal tüntették ki „egy ionszállító enzim, a Na+/K+-ATPáz azonosításáért”.

## Családja
Édesapja, Magnus Martinus Skou és testvére, Peter Skou fakereskedők és szénkereskedők voltak. Négyen voltak gyerekek, ő volt közülük a legidősebb. Jens mikor 12 éves volt elhunyt az édesapja tüdőgyulladásban.

## Életrajz
1944-ig orvostudományt tanult a Koppenhágai Egyetemen. Majd a hjørringi és aarhusi klinikákon dolgozott. 1947 és 1954 között adjunktusként dolgozott az Aarhusi Egyetemen
1977-ben a Leopoldina Német Természettudományos Akadémia tagja lett.
1988-ban a National Academy of Sciences tagjává választották (Foreign Associate).